# Wisques
Wisques (niederländisch Wizeke) ist eine französische Gemeinde mit 223 Einwohnern (Stand 1. Januar 2022) im Département Pas-de-Calais in der Region Hauts-de-France. Sie gehört zum Arrondissement Saint-Omer und zum Kanton Lumbres. Wisques liegt etwa fünf Kilometer westsüdwestlich von Saint-Omer.
Die Gemeinde gehört zum Regionalen Naturpark Caps et Marais d’Opale. Nachbargemeinden von Wisques sind Tatinghem (ndl.: Tatingem) im Nordosten, Longuenesse im Osten, Wizernes (ndl.: Wezerne) im Südosten, Hallines (ndl.: Haneline) im Süden, Esquerdes (ndl.: Zwerde) im Südwesten, Setques im Westen und Leulinghem (ndl.: Loningem bij Stratem) im Nordwesten.

## Bevölkerungsentwicklung
| Jahr      | 1962 | 1968 | 1975 | 1982 | 1990 | 1999 | 2006 |
| Einwohner | 244  | 257  | 228  | 262  | 268  | 235  | 248  |

## Sehenswürdigkeiten

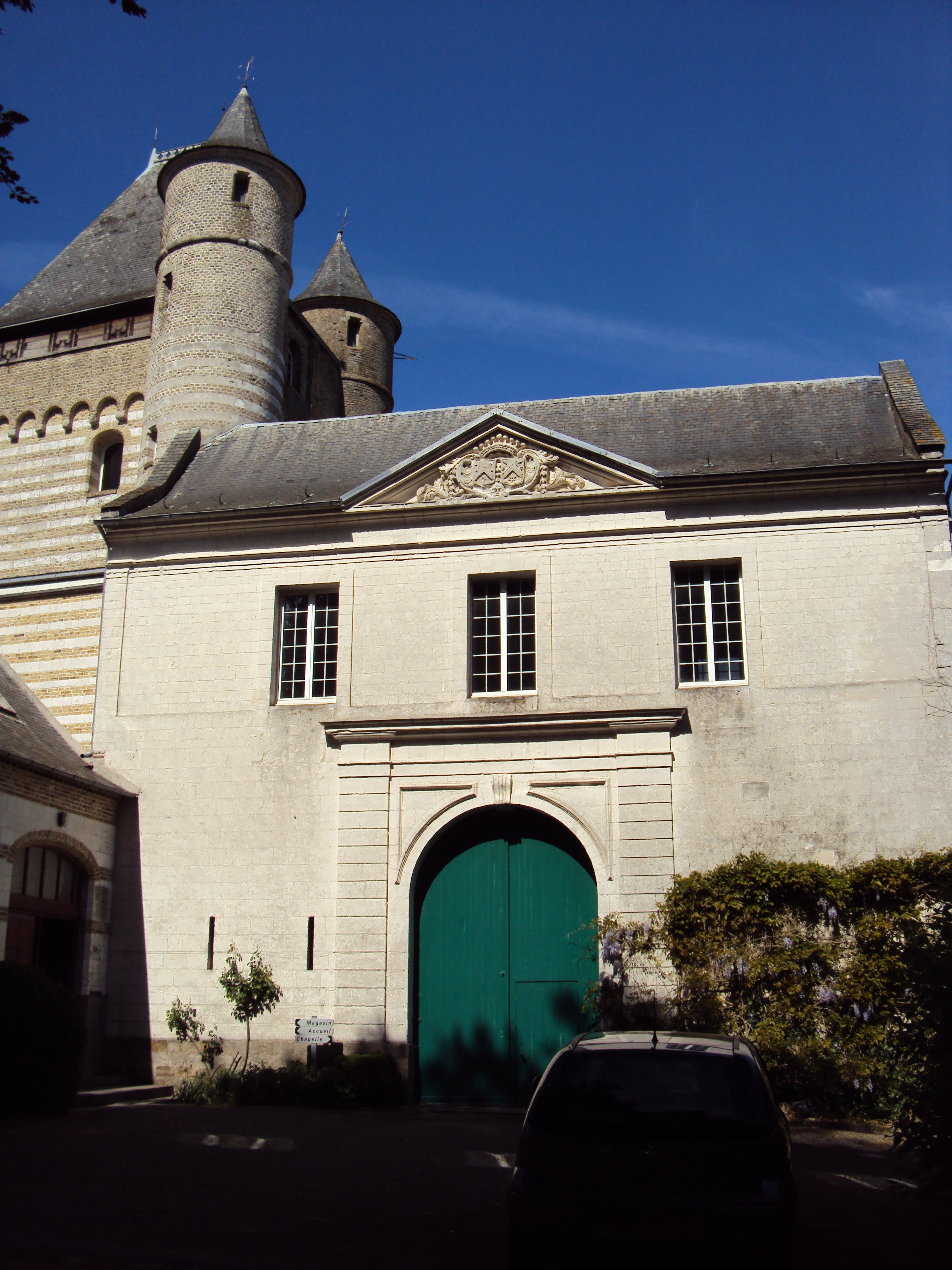
Benediktinerabtei St. Paul Wisques

Sehenswert ist vor allem die Benediktinerabtei Saint-Paul, zumal die Abteikirche mit gotischen Elementen. Das Kloster wurde 1889 gegründet. 1910 wurde es zur Abtei erhoben. Siehe ferner die Benediktinerinnenabtei Wisques.
Außerdem gibt es ein kleines Château mit sehenswerten Fassaden (seit 1977 Monument historique).